# إلين مايكلز
إلين مايكلز (بالإنجليزية: Ellen Michaels)‏ هي بلاي ميت أمريكية، ولدت في 12 فبراير 1953 في كوينز في الولايات المتحدة.

## وصلات خارجية
- الموقع الرسمي